# 산내초등학교 (전북)
산내초등학교는 대한민국 전북특별자치도 남원시 산내면 대정리에 있는 공립 초등학교이다.

## 학교 연혁
- 1922년 9월 1일: 산내사립보통학교 개교(실상사)
- 1924년 11월 10일: 산내공립보통학교 개편 인가(4년제)
- 1925년 5월 20일: 현 위치의 신축 교사로 이전
- 1938년 4월 1일: 산내공립심상소학교로 개칭
- 1941년 4월 1일: 산내공립국민학교로 개칭
- 1993년 3월 1일: 덕동분교장 폐교 통합
- 1996년 3월 1일: 산내초등학교로 교명 개칭
- 2008년 7월 23일: 본관 개축(체육관, 급식소 포함)
- 2010년 1월 1일: 학교마을도서관 지정
- 2014년 2월 13일: 제87회 19명 졸업(졸업생 총 5169명)
- 2014년 3월 1일: 혁신학교 지정(3개년)
- 2014년 9월 1일: 제32회 정영주 교장 부임

## 참고 자료
- 산내초등학교 - 한국교육학술정보원 학교알리미